# Beaurain
Beaurain is een gemeente in de regio Hauts-de-France (sinds 2016) en telt 171 inwoners (1999). De plaats maakt deel uit van het arrondissement Cambrai.
De vrijstaande kerk tussen deze plaats en Flavingny-le-Grand is een vestingkerk met vier torens en een donjon. De kerk werd zwaar beschadigd in de Eerste Wereldoorlog en is daarna gerestaureerd.

## Geografie
De oppervlakte van Beaurain bedraagt 1,0 km², de bevolkingsdichtheid is 171,0 inwoners per km².
De onderstaande kaart toont de ligging van Beaurain met de belangrijkste infrastructuur en aangrenzende gemeenten.

## Demografie
Onderstaande figuur toont het verloop van het inwonertal (bron: INSEE-tellingen).